# Estádio Municipal André Nunes Júnior
O Estádio Municipal André Nunes Junior, também conhecido como Arena Parque, é um estádio de futebol de Itapevi, SP.
É o estádio que abrange a maior parte das partidas das divisões amadoras dos clubes da cidade.
Já foi campo de um time profissional, o clube da cidade, Itapevi FC, que em 2012 disputou a quarta divisão de futebol do estado e também algumas categorias juniores.

## História
Na época um empresário chamado Romeu Nunes foi quem cedeu o espaço para construção do Estádio, e o mesmo sugeriu que o nomeasse de André Nunes Junior (in Memoriam) seu irmão.
Na reforma iniciada em 2020 foram implantação de quatro vestiários para os atletas, vestiário para arbitragem, banheiros com acessibilidade, novos banheiros masculino e feminino, cabine para imprensa, sala administrativa, nova iluminação no gramado, arquibancadas com assentos, manutenção do gramado sintético e revisão da cobertura, novos alambrados, estacionamento para veículos, foi instalado também um inédito e moderno painel eletrônico de placar e entrada subterrânea ao campo para atletas, comissão técnica e arbitragem.

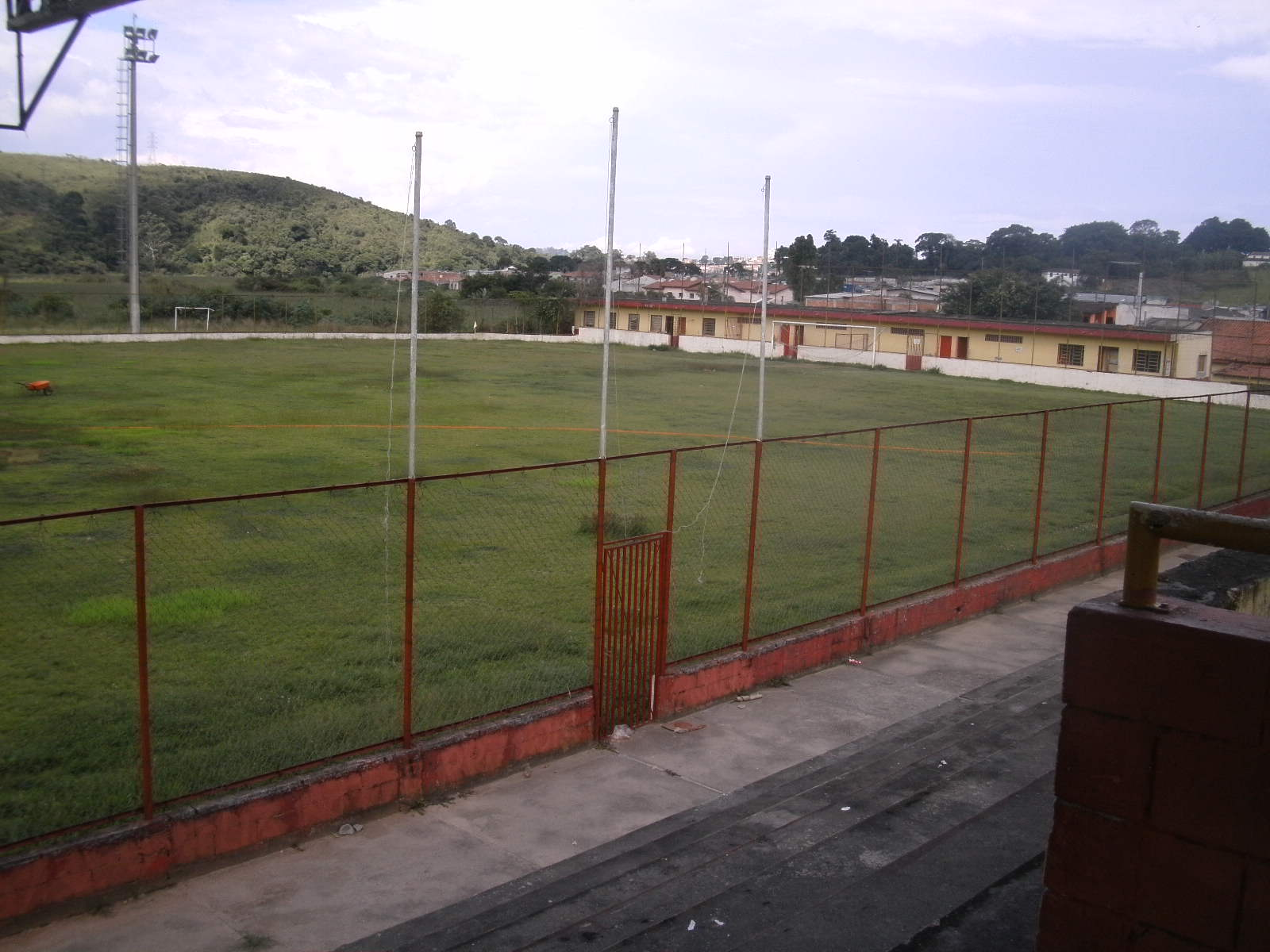
Estádio do Itapevi